# Proagonistes igniferus
Proagonistes igniferus är en tvåvingeart som först beskrevs av Engel och Cuthbertson 1937.  Proagonistes igniferus ingår i släktet Proagonistes och familjen rovflugor.
Artens utbredningsområde är Zimbabwe. Inga underarter finns listade i Catalogue of Life.